# Ophisaurus
Genre
Ophisaurus est un genre de sauriens de la famille des Anguidae. Les espèces de ce genre sont appelées Serpents de verre.

## Répartition
Les cinq espèces de ce genre se rencontrent aux États-Unis et au Mexique.

## Description
Ces reptiles ressemblant à des serpents mais qui sont en fait des lézards (tout comme les orvets), ce qui peut être observé par la forme de leur tête, la présence de paupières mobiles (les serpents en sont dépourvus, et ont une écaille transparente sur les yeux) et d'oreilles externes.
Certaines espèces possèdent de très petites ébauches de pattes. S'ils peuvent atteindre la taille de 1,2 mètre, leur queue compose plus des deux tiers de leur taille totale.
Leur nom de serpents de verre vient du fait qu'ils peuvent facilement se briser. Comme beaucoup de lézards, ils ont la possibilité d'échapper à un prédateur en détachant une partie de leur queue (autotomie). Toutefois, le remplacement d'une part aussi importante de la masse corporelle requiert un effort considérable et la nouvelle queue est généralement plus petite que l'originale.

## Liste des espèces
Selon The Reptile Database (29 mai 2016) :
- Ophisaurus attenuatus Baird, 1880
- Ophisaurus ceroni Holman, 1965
- Ophisaurus compressus Cope, 1900
- Ophisaurus mimicus Palmer, 1987
- Ophisaurus ventralis (Linnaeus, 1766)

## Publication originale
- Daudin, 1803 : Histoire Naturelle, Générale et Particulière des Reptiles; ouvrage faisant suit à l'Histoire naturelle générale et particulière, composée par Leclerc de Buffon; et rédigee par C.S. Sonnini, membre de plusieurs sociétés savantes, vol. 7, F. Dufart, Paris, p. 1-436 (texte intégral).